# Kenneth Dyba
Ken(neth) Dyba (* 9. Mai 1945 in Nordegg, Alberta) ist ein kanadischer Schriftsteller und Theaterleiter.
Dyba studierte englische Literatur und Theaterwissenschaften an der University of British Columbia. Er wirkte als künstlerischer Leiter am Theater MAC 14 und am Pleiades Theatre in Calgary und gab an der University of Calgary, der University of Victoria und am Banff Centre Workshops für Dramaautoren. Seit Anfang der 1980er Jahre lebt er in Toronto.
Hier wurde 1983 am Toronto Free Theatre sein Stück The Sun Runner uraufgeführt. Die Uraufführung seines Musikdramas Lilly, Alta fand 1986 beim Blyth Festival statt. Das Stück wurde 2001 an der University of Lethbridge unter Leitung von Ches Skinner und 2005 an der University of Regina unter Leitung von Janet Amos wieder aufgeführt. 2002 initiierte er das Snail Project, eine Sammlung aller kanadischen dramatischen Werke.
Außerdem verfasste Dyba mehrere Romane, darunter Sister Roxy (1973), Lucifer and Lucinda (1977) und The Long and Glorious Weekend of Raymond and Bingo Oblongh (1983). 1986 veröffentlichte er eine Biographie der Theatergründerin und -leiterin Betty Mitchell aus Calgary.